# Lerchenbergshof
Lerchenbergshof (fränkisch: Lärcha-hof) ist ein Gemeindeteil der Gemeinde Oberdachstetten im Landkreis Ansbach (Mittelfranken, Bayern). Lerchenbergshof liegt in der Gemarkung Oberdachstetten.

## Geografie
Nördlich der Einöde liegen die Waldgebiete Altenschlag und Dachsbau. 0,5 km nördlich erhebt sich der Lerchenberg (503 m ü. NHN). Im Süden fließt die Fränkische Rezat. Jenseits der Rezat liegt das Flurgebiet Eckertslohe. Eine Anliegerstraße führt nach Oberdachstetten (1,3 km nordwestlich).

## Geschichte
Der Ort wurde in den Vetterschen Oberamtsbeschreibungen von 1732 als „ein Güthlein bei der Lerchenmühl“ erstmals schriftlich erwähnt. Benannt wurde sie nach der wesentlich älteren Lerchenbergsmühle.
Gegen Ende des 18. Jahrhunderts gehörte die Lerchenbergshof zur Realgemeinde Oberdachstetten. Der Hof hatte das Obervogteiamt Virnsberg des Deutschen Ordens als Grundherrn. Unter der preußischen Verwaltung (1792–1806) erhielt der Lerchenbergshof die Hausnummer 66 des Ortes Oberdachstetten. Von 1797 bis 1808 unterstand der Ort dem Justiz- und Kammeramt Ansbach.
Im Rahmen des Gemeindeedikts wurde Lerchenbergshof dem 1808 gebildeten Steuerdistrikt Oberdachstetten und der 1810 gegründeten Ruralgemeinde Oberdachstetten zugeordnet.

### Baudenkmal
- Bauernhof, eingeschossiger, massiver Mansarddachbau, 18. Jahrhundert; Fachwerkscheune, Walmdach, 18. Jahrhundert[11]

### Einwohnerentwicklung
| Jahr      | 001818 | 001840 | 001861 | 001871 | 001885 | 001900 | 001925 | 001950 | 001961 | 001970 | 001987 | 002006 | 002015 | 002019 |
| Einwohner | 9      | 7      | *      | 12     | 7      | 9      | 13     | 37     | 6      | 6      | 2      | 3      | 6      | 2      |
| Häuser    | 1      | 1      |        |        | 2      | 2      | 2      | 8      | 2      |        | 2      |        |        |        |
| Quelle    | [ 13 ] | [ 14 ] | [ 15 ] | [ 16 ] | [ 17 ] | [ 18 ] | [ 19 ] | [ 20 ] | [ 21 ] | [ 22 ] | [ 23 ] |        | [ 24 ] | [ 25 ] |

## Religion
Der Ort ist evangelisch-lutherisch geprägt und bis heute nach St. Bartholomäus (Oberdachstetten) gepfarrt. Die Einwohner römisch-katholischer Konfession sind nach St. Dionysius (Virnsberg) gepfarrt.